# Medaglia Hannan
La medaglia Hannan per le scienze matematiche è un premio assegnato ogni due anni dalla Australian Academy of Science per riconoscere importanti ricerche in matematica pura, applicata e statistica.
La medaglia è dedicata a Edward J. Hannan, statistico australiano.

## Vincitori
- 1994 Christopher C. Heyde e Peter G. Hall
- 1996 Neil S. Trudinger
- 1998 Anthony J. Guttmann
- 2001 Adrian J. Baddeley
- 2003 J. Hyam Rubinstein
- 2005 Richard P. Brent
- 2007 Eugene Seneta
- 2009 E. Norman Dancer
- 2011 Colin Rogers
- 2013 Matthew Paul Wand